# Blacus turbidus
Blacus turbidus är en stekelart som beskrevs av Papp 1985. Blacus turbidus ingår i släktet Blacus och familjen bracksteklar. Inga underarter finns listade.